# Robert-Magny
Robert-Magny – miejscowość i dawna gmina we Francji, w regionie Grand Est, w departamencie Górna Marna. W 2013 roku jej populacja wynosiła 294 mieszkańców. 
W 1972 roku dwie ówczesne gminy – Robert-Magny oraz Laneuville-à-Rémy – połączyły się w nową gminę Robert-Magny-Laneuville-à-Rémy. Fuzja ta trwała 40 lat, gdyż w 2012 roku podzieliła się na dwie wcześniejsze gminy z których powstała – Robert-Magny i Laneuville-à-Rémy. Następnie w dniu 1 stycznia 2016 roku z połączenia dwóch ówczesnych gmin – Montier-en-Der oraz Robert-Magny – powstała nowa gmina La Porte-du-Der. Siedzibą gminy została miejscowość Montier-en-Der.